# Unité urbaine de Maurs
L'unité urbaine de Maurs est une unité urbaine française qui fait partie du département du Cantal et de la région Auvergne-Rhône-Alpes.

## Données globales
En 2010, selon l'Insee, l'unité urbaine était composée de deux communes.
En 2020, à la suite d'un nouveau zonage, elle est composée des deux mêmes communes, toutes les deux situées dans le département du Cantal, plus précisément dans l'arrondissement d'Aurillac.
En 2022, avec 2 918 habitants, elle représente la 4e unité urbaine du département du Cantal, devancée par les agglomérations urbaines d'Aurillac (1er rang départemental et préfecture du département), de Saint-Flour (2e rang départemental, sous-préfecture) et de Mauriac (3e rang départemental, sous-préfecture).
En 2022, sa densité de population s'élève à 61 hab/km2. Par sa superficie, elle représente 0,84 % du territoire départemental et, par sa population, elle regroupe 2,02 % de la population du département du Cantal.

## Composition 2020 de l'unité urbaine
L'unité urbaine de Maurs est composée de deux communes :
| Nom                    | Code Insee | Département | Statut       | Superficie (km2) | Population (dernière pop. légale) | Densité (hab./km2) | Modifier                                    |
| ---------------------- | ---------- | ----------- | ------------ | ---------------- | --------------------------------- | ------------------ | ------------------------------------------- |
| Maurs (ville-centre)   | 15122      | Cantal      | ville-centre | 30,84            | 2 131 (2022)                      | 69                 | modifier les données · modifier les données |
| Saint-Étienne-de-Maurs | 15184      | Cantal      | banlieue     | 17,27            | 787 (2022)                        | 46                 | modifier les données · modifier les données |

## Évolution démographique
L'évolution démographique ci-dessous concerne l'unité urbaine selon le périmètre défini en 2020.
| 1968  | 1975  | 1982  | 1990  | 1999  | 2006  | 2011  | 2016  | 2022  |
| ----- | ----- | ----- | ----- | ----- | ----- | ----- | ----- | ----- |
| 3 051 | 3 091 | 3 084 | 3 024 | 2 875 | 2 996 | 2 962 | 2 948 | 2 918 |

## Pour approfondir

#### Données générales
- Unité urbaine
- Aire d'attraction d'une ville
- Liste des unités urbaines de France

#### Données démographiques en rapport avec l'unité urbaine de Maurs
- Aire d'attraction d'Aurillac
- Arrondissement d'Aurillac
- Canton de Maurs

#### Données démographiques en rapport avec le Cantal
- Démographie du Cantal
- Unités urbaines dans le Cantal